# Roma (2004)
Roma is een Argentijns-Spaanse film uit 2004, geregisseerd door Adolfo Aristarain.

## Verhaal
De jonge journalist Manuel Cueto wordt door zijn uitgever naar de eenzame schrijver Joaquín Góñez gestuurd, om hem te helpen zijn langverwachte laatste boek af te maken. Door de aanwezigheid van Manuel, begint Joaquín herinneringen op te halen aan zijn jeugd en ervaringen in Buenos Aires, evenals aan zijn relatie met zijn moeder Roma.

## Rolverdeling
| Acteur               | Personage            |
| -------------------- | -------------------- |
| Juan Diego Botto     | Manuel Cueto / Joaco |
| Susú Pecoraro        | Roma Di Toro         |
| José Sacristán       | Joaquín Góñez        |
| Agustín Garvíe       | Joaco                |
| Vando Villamil       | Áteo Di Toro         |
| Marcela Kloosterboer | Reneé                |
| Maximiliano Ghione   | Guido                |
| Marina Glezer        | Alicia               |
| Gustavo Garzón       | Joaquín father       |

## Ontvangst

### Prijzen en nominaties
De film won 10 prijzen en werd 12 keer genomineerd. Een selectie:
| Jaar | Evenement                      | Categorie                     | Genomineerde                                   | Resultaat   |
| ---- | ------------------------------ | ----------------------------- | ---------------------------------------------- | ----------- |
| 2004 | San Sebastián (52ste editie)   | Gouden Schelp voor beste film | Roma                                           | Genomineerd |
| 2005 | Premios Goya (19de editie)     | Beste film                    | Roma                                           | Genomineerd |
| 2005 | Premios Goya (19de editie)     | Beste regisseur               | Adolfo Aristarain                              | Genomineerd |
| 2005 | Premios Goya (19de editie)     | Beste origineel scenario      | Adolfo Aristarain, Mario Camus, Kathy Saavedra | Genomineerd |
| 2005 | Premios Goya (19de editie)     | Beste camerawerk              | José Luis Alcaine                              | Genomineerd |
| 2005 | Cóndor de Plata (53ste editie) | Beste film                    | Roma                                           | Gewonnen    |
| 2005 | Cóndor de Plata (53ste editie) | Beste regisseur               | Adolfo Aristarain                              | Gewonnen    |
| 2005 | Cóndor de Plata (53ste editie) | Beste actrice                 | Susú Pecoraro                                  | Gewonnen    |
| 2005 | Cóndor de Plata (53ste editie) | Beste debuterend actrice      | Marcela Kloosterboer                           | Genomineerd |
| 2005 | Cóndor de Plata (53ste editie) | Beste origineel scenario      | Adolfo Aristarain, Mario Camus, Kathy Saavedra | Genomineerd |
| 2005 | Cóndor de Plata (53ste editie) | Beste camerawerk              | José Luis Alcaine                              | Genomineerd |
| 2005 | Cóndor de Plata (53ste editie) | Beste montage                 | Fernando Pardo                                 | Genomineerd |
| 2005 | Cóndor de Plata (53ste editie) | Beste artdirector             | Jorge Ferrari                                  | Genomineerd |
| 2005 | Cóndor de Plata (53ste editie) | Beste geluid                  | Daniel Goldstein, Ricardo Steinberg            | Genomineerd |
| 2005 | Cóndor de Plata (53ste editie) | Beste kostuums                | Valentina Bari, Kathy Saavedra                 | Genomineerd |